# Superliga kosowska w piłce nożnej mężczyzn (2022/2023)
Superliga e Kosovës 2022/2023 (oficjalnie znana jako ALBI MALL Superliga ze względów sponsorskich) była 24. edycją rozgrywek ligowych najwyższego poziomu piłki nożnej mężczyzn w Kosowie. 
Brało w niej udział 10 drużyn, które w okresie od 13 sierpnia 2022 do 28 maja 2023 rozegrały 36 kolejek meczów. 
Sezon zakończył baraż o miejsce w przyszłym sezonie w Superlidze.
Tytuł mistrzowski obroniła drużyna Ballkani zdobywając drugi tytuł z rzędu i w swojej historii.

## Drużyny
| Uczestnicy poprzedniej edycji                                                                                 | Uczestnicy poprzedniej edycji | Uczestnicy poprzedniej edycji | Uczestnicy poprzedniej edycji |
| --- | ----------------------------- | ----------------------------- | ----------------------------- |
| BAL | Ballkani                      | 1                             |                               |
| DRI | Drita Gnjilane                | 2                             |                               |
| GJI | Gjilani                       | 3                             |                               |
| LLA | Llapi Podujevo                | 4                             |                               |
| PRI | Prishtina                     | 5                             |                               |
| DRE | Drenica Srbica                | 6                             |                               |
| DUK | Dukagjini                     | 7                             |                               |
| po barażach                                                                                                   |                               |                               |                               |
| MAL | Malisheva                     | 8                             |                               |
| Awans z Liga e Parë                                                                                           |                               |                               |                               |
| T89 | Trepça’89 Mitrowica           | 1 (A)                         |                               |
| FZJ | Ferizaj                       | 1 (B)                         |                               |
| Oznaczenia: - kolumna pierwsza – skróty nazw drużyn, - kolumna trzecia – miejsce zajęte w poprzednim sezonie. |                               |                               |                               |

## Tabela
| Lp. | Drużyna        | M  | Z  | R  | P  | B+ | B- | +/– | Pkt | Kwalifikacja lub spadek                                |
| --- | -------------- | -- | -- | -- | -- | -- | -- | --- | --- | ------------------------------------------------------ |
| 1   | Ballkani (M)   | 36 | 20 | 13 | 3  | 62 | 32 | +30 | 73  | Liga Mistrzów UEFA • I runda kwalifikacyjna            |
| 2   | Drita          | 36 | 20 | 10 | 6  | 63 | 31 | +32 | 70  | Liga Konferencji Europy UEFA • II runda kwalifikacyjna |
| 3   | Gjilani        | 36 | 13 | 15 | 8  | 34 | 34 | 0   | 54  | Liga Konferencji Europy UEFA • I runda kwalifikacyjna  |
| 4   | Dukagjini      | 36 | 14 | 8  | 14 | 41 | 37 | +4  | 50  | Liga Konferencji Europy UEFA • I runda kwalifikacyjna  |
| 5   | Prishtina (P)  | 36 | 12 | 12 | 12 | 46 | 36 | +10 | 48  | [ i ]                                                  |
| 6   | Malisheva      | 36 | 12 | 10 | 14 | 52 | 52 | 0   | 46  |                                                        |
| 7   | Llapi          | 36 | 11 | 10 | 15 | 44 | 50 | −6  | 43  |                                                        |
| 8   | Ferizaj (B, S) | 36 | 10 | 11 | 15 | 31 | 50 | −19 | 41  | baraż o utrzymanie                                     |
| 9   | Trepça’89 (S)  | 36 | 10 | 10 | 16 | 46 | 62 | −16 | 40  | spadek do Liga e Parë                                  |
| 10  | Drenica (S)    | 36 | 6  | 5  | 25 | 27 | 62 | −35 | 23  | spadek do Liga e Parë                                  |

1. ↑  Prishtina, zwycięzca pucharu Kosowa, nie uzyskała licencji UEFA. W rezultacie miejsce zarezerwowane na drugą rundę kwalifikacyjną Ligi Konferencji Europy UEFA przypadło wicemistrzowi, zaś ostatnie miejsce pucharowe przypadło czwartej drużynie ligi[2].

## Wyniki
| Gospodarz \ Gość | BAL | DRE | DRI | DUK | FER | GJI | LLA | MAL | PRI | T89 | BAL | DRE | DRI | DUK | FER | GJI | LLA | MAL | PRI | T89 |
| ---------------- | --- | --- | --- | --- | --- | --- | --- | --- | --- | --- | --- | --- | --- | --- | --- | --- | --- | --- | --- | --- |
| Ballkani         |     | 1–0 | 0–2 | 1–0 | 2–0 | 2–0 | 1–4 | 2–1 | 1–1 | 2–0 |     | 2–1 | 1–1 | 1–1 | 2–0 | 2–0 | 1–0 | 2–2 | 1–1 | 7–2 |
| Drenica          | 1–1 |     | 1–3 | 0–1 | 0–0 | 0–0 | 0–1 | 0–0 | 2–1 | 2–5 | 0–1 |     | 1–3 | 1–4 | 1–0 | 1–2 | 0–1 | 1–2 | 0–1 | 1–2 |
| Drita            | 2–2 | 2–1 |     | 1–0 | 1–0 | 4–1 | 4–0 | 3–1 | 1–2 | 3–1 | 1–2 | 3–0 |     | 5–1 | 3–0 | 1–0 | 2–0 | 0–1 | 1–0 | 1–1 |
| Dukagjini        | 1–1 | 1–2 | 0–1 |     | 4–1 | 0–1 | 1–1 | 4–0 | 1–2 | 1–0 | 1–1 | 2–0 | 0–0 |     | 3–1 | 0–1 | 0–1 | 1–0 | 1–0 | 3–1 |
| Ferizaj          | 0–3 | 1–1 | 1–1 | 0–0 |     | 1–1 | 2–1 | 0–6 | 0–0 | 2–3 | 0–0 | 2–0 | 2–1 | 2–1 |     | 2–0 | 2–1 | 1–2 | 1–0 | 1–0 |
| Gjilani          | 0–3 | 0–2 | 1–1 | 1–0 | 3–2 |     | 0–1 | 1–0 | 1–1 | 3–1 | 0–0 | 1–0 | 1–1 | 2–0 | 0–0 |     | 2–2 | 2–2 | 0–0 | 1–0 |
| Llapi            | 0–3 | 3–2 | 4–1 | 0–1 | 1–2 | 0–1 |     | 1–1 | 1–2 | 2–2 | 3–2 | 4–0 | 0–2 | 1–1 | 0–0 | 2–2 |     | 1–0 | 0–2 | 2–1 |
| Malisheva        | 2–3 | 1–2 | 2–4 | 1–1 | 3–1 | 0–1 | 0–0 |     | 2–1 | 4–0 | 2–4 | 3–1 | 0–0 | 1–2 | 1–1 | 0–2 | 3–2 |     | 1–1 | 1–0 |
| Prishtina        | 0–1 | 0–1 | 0–0 | 0–1 | 2–1 | 2–2 | 2–0 | 4–2 |     | 2–2 | 2–2 | 4–1 | 1–2 | 1–2 | 2–0 | 0–0 | 0–0 | 1–2 |     | 4–1 |
| Trepça’89        | 1–1 | 1–0 | 2–2 | 3–0 | 1–1 | 1–1 | 3–3 | 2–3 | 0–3 |     | 0–1 | 3–1 | 1–0 | 2–1 | 0–1 | 0–0 | 2–1 | 0–0 | 2–1 |     |

## Baraż o utrzymanie
Liria Prizren wygrała w rzutach karnych z Ferizaj miejsce w Superliga e Kosovës na sezon 2023/2024.
| 4 czerwca 2023 | Ferizaj                                         | 0:0 (pd.)               | Liria Prizren                                                     |                                                  |
| 15:00          |                                                 | (0:0, 0:0, 0:0, k. 0:3) |                                                                   | Stadion Miejski, Podujevo Sędzia: Visar Kastrati |
| 15:00          | · Astrit Fazliu · Betim Haxhimusa · Kenan Orana | Rzuty karne             | · Blendi Memaj · Astrit Berisha · Ardit Topallaj · Dardan Jashari | Stadion Miejski, Podujevo Sędzia: Visar Kastrati |

## Najlepsi strzelcy
| Bramki | Strzelcy                | Drużyna   |
| ------ | ----------------------- | --------- |
| 16     | Albion Rrahmani         | Ballkani  |
| 14     | Besnik Krasniqi         | Drita     |
| 12     | Marko Simonowski        | Drita     |
| 10     | Christian Mba           | Trepça’89 |
| 10     | Ronald Sobowale         | Malisheva |
| 9      | Endrit Krasniqi         | Prishtina |
| 8      | Leotrim Kryeziu         | Prishtina |
| 8      | Mevlan Zeka             | Gjilani   |
| 7      | Drilon Hazrollaj        | Malisheva |
| 7      | Ermal Krasniqi          | Ballkani  |
| 7      | Francisco Israel Rivera | Llapi     |

Źródło: 